# Five Years Gone
| Recensione                 | Giudizio   |
| -------------------------- | ---------- |
| AllMusic                   | [ 1 ]      |
| All Music Guide to Country | 4 diamanti |

Five Years Gone è il terzo album discografico come solista di Jerry Jeff Walker, pubblicato dall'etichetta discografica ATCO Records nel settembre del 1969.
Registrato nel marzo del 1969 (tranne il brano Mr. Bojangles) in Tennessee, e come nel precedente album con i veterani sessionmen (avevano registrato tra gli altri anche con Bob Dylan) di country-rock di Nashville quali; Wayne Moss, Norbert Putnam, Kenneth Buttrey, Weldon Myrick, Charlie McCoy, David Briggs eccetera e con l'amico David Bromberg, l'album ottiene positivi riscontri dai critici ma scarse soddisfazioni commerciali.
Il disco contiene una versione demo di Mr. Bojangles, una registrazione risalente al novembre 1967, incisa a New York assieme a David Bromberg.

## Tracce
Lato A
1. Help Me Now – 3:20 (Jerry Jeff Walker)
2. Blues in Your Mind – 3:49 (Jerry Jeff Walker)
3. Seasons Change – 3:22 (Travis Lewis, Boomer Clarke)
4. About Her Eyes – 2:45 (Keith Sykes)
5. Janet Says – 5:55 (Jerry Jeff Walker)
6. Dead Men Got No Dreams – 2:15 (Jerry Jeff Walker)

Durata totale: 21:26
Lato B
1. Tracks Run Through the City – 2:22 (Michael Murphy)
2. Happiness Is a Good Place to Visit But It Was so Sad in Fayetteville – 3:29 (Jerry Jeff Walker)
3. Courage of Love – 3:20 (Jerry Jeff Walker)
4. A Letter Sung to Friends – 3:16 (Jerry Jeff Walker)
5. Mr. Bojangles – 5:28 (Jerry Jeff Walker) – Registrato al WBAI Radio Station Studio di New York City nel novembre del 1967
6. Born to Sing a Dancin' Song – 2:09 (Jerry Jeff Walker)

Durata totale: 20:04

## Musicisti
Help Me Now
- Jerry Jeff Walker - voce, chitarra
- Wayne Moss - chitarra
- David Briggs - pianoforte
- Weldon Myrick - chitarra steel
- Norbert Putnam - basso
- Kenneth Buttrey - batteria

Blues in Your Mind
- Jerry Jeff Walker - voce, chitarra
- Paul Harris - organo
- Norbert Putnam - basso
- Kenneth Buttrey - batteria

Seasons Change
- Jerry Jeff Walker - voce, chitarra
- Weldon Myrick - chitarra steel
- Pete Wade - dobro
- Paul Harris - pianoforte
- Norbert Putnam - basso

About Her Eyes
- Jerry Jeff Walker - voce, chitarra
- David Bromberg - chitarra
- Pete Wade - chitarra
- Weldon Myrick - chitarra steel
- Charlie McCoy - vibrafono
- David Briggs - pianoforte
- Norbert Putnam - basso
- Kenneth Buttrey - batteria

Janet Says
- Jerry Jeff Walker - voce, chitarra
- David Bromberg - seconda chitarra

A Dead Men Got No Dreams
- Jerry Jeff Walker - voce, chitarra
- David Bromberg - chitarra
- Mack Guyden - chitarra
- Weldon Myrick - chitarra steel
- Bob Wilson - pianoforte
- Charlie McCoy - organo
- Norbert Putnam - basso
- Kenneth Buttrey - batteria

Tracks Run Through the City
- Jerry Jeff Walker - voce, chitarra
- Charlie McCoy - organo
- David Briggs - pianoforte
- Norbert Putnam - basso
- Kenneth Buttrey - batteria (canali destro e sinistro)

Happiness Is a Good Place to Visit But It Was so Sad in Fayetteville
- Jerry Jeff Walker - voce, chitarra
- David Bromberg - chitarra
- Pete Wade - chitarra
- Weldon Myrick - chitarra steel
- Hargus Robbins - pianoforte
- Henry Strzelecki - basso
- Kenneth Buttrey - batteria

Courage of Love
- Jerry Jeff Walker - voce, chitarra
- David Bromberg - chitarra
- Pete Wade - chitarra
- Weldon Myrick - chitarra steel
- David Briggs - organo
- Henry Strzelecki - basso

A Letter Sung to Friends
- Jerry Jeff Walker - voce, chitarra
- Pete Wade - chitarra elettrica
- David Bromberg - chitarra
- Weldon Myrick - chitarra steel
- Hargus Robbins - pianoforte
- Henry Strzelecki - basso
- Kenneth Buttrey - batteria

Mr. Bojangles
- Jerry Jeff Walker - voce, chitarra
- David Bromberg - chitarra

Born to Sing a Dancin' Song
- Jerry Jeff Walker - voce, chitarra
- Pete Wade - dobro
- David Briggs - pianoforte
- Norbert Putnam - basso

Note aggiuntive:
- Elliot Mazer - produttore
- Registrazioni effettuate nel marzo del 1969 nella contea di Davidson, Tennessee, Stati Uniti, eccetto il brano Mr. Bojangles
- Elliot Mazer e Lee Hazin - ingegneri delle registrazioni
- Brano Mr. Bojangles, registrato al WBAI Radio Station Studio di New York City nel novembre del 1967
- Bob Fass - ingegnere della registrazione